# Ringel (Bergbau)
Das Ringel ist ein altes Raummaß, das hauptsächlich in Preußen und Hannover benutzt wurde. Es wurde vor allem im Bergbau angewendet und entsprach einem Volumen von 4400 Kubikzoll (etwa 72 Kubikdezimeter). Das Ringel wurde 1796 auf diese Größe festgelegt, um die im Steinkohlebergbau üblichen Maße zu vereinheitlichen. Umgerechnet auf die Dichte von Steinkohle ergibt sich eine maximale Masse von 0,105 Tonnen pro Ringel.
In Osnabrück hatte ein Ringel 2 hannöversche Scheffel (57,406 Kubikdezimeter).
In Bremen war  1 Ringel = 1 Haufen = 8 Torfsoden. Das Maß Ringel leitet sich von der Schichtung der Torfsoden zum Trocknen ab. Man erfand das Kunstwort „Torf in Ringe legen“, was eigentlich die mauerartige Stapelung beschrieb und übertrug es auf ein Maß.

## Gewichtsunterschiede
Aufgrund der unterschiedlichen Kohlensorten und der damit verbundenen verschiedenen spezifischen Gewichte sowie der unterschiedlichen Stückigkeit der Kohle ist eine exakte Umrechnung in moderne Gewichtsgrößen nicht möglich. Die Angaben unterliegen somit gewissen Schwankungsbreiten. In einigen Bergbaurevieren wurden behördliche Umrechnungsfaktoren festgelegt. Nach der revidierten Cleve-Märkischen Bergordnung von 1766 entsprach ein Ringel einem viertel Malter bzw. einem Berliner Scheffel. Im märkischen Bergamtsbezirk entsprach ein Ringel 1,4286 Scheffel, das waren 0,35712 preußischen Tonnen. Im Bereich Trappe entsprach um 1781 ein Ringel 74,60 Kilogramm. In der Grafschaft Mark entsprach im Jahr 1786 ein Ringel 75,63 Kilogramm, dies erhöhte sich im Jahr 1793 auf 80 Kilogramm.
In Langenbrahm wog ein Ringel 73,70 Kilogramm. In Hülsiepen um 1796 wog ein Ringel 92 Kilogramm. In Pörtingsiepen entsprach im Jahr 1800 der Ringel 100 Kilogramm, im Jahr 1815 waren es 105 Kilogramm. Der preußische Normalringel entsprach im Jahr 1802 einem Gewicht von 79 Kilogramm. Als Durchschnittswert für den Ringel ist in den Bergamtsbezirken, in denen keine behördliche Regelung vorlag, ein Gewicht von 75 Kilogramm verwendbar. Am 1. Januar 1818 wurde der Ringel durch den Scheffel abgelöst. Im Jahr 1855 erfolgte eine Bereinigung der Maße. Eine Ausnahme bildete der Bergamtsbereich Essen-Werden, hier gab es noch bis etwa 1870 eigene Berechnungen. Nach der offiziellen Umrechnung des Oberbergamtes aus dem Jahr 1802 entsprach ein Ringel einem Gang (90 Kilogramm). Aber auch hier ergaben sich Schwankungen für das Raummaß, da es lange Zeit keine einheitliche Größenfestlegung gab. So ist für einen Gang mit einem Gewicht zwischen 70 und 100 Kilogramm zu rechnen.
Der Alte-Haase-Ringel (benannt nach der Zeche Alte Haase) war ein Hund (Wagen) in konischer Form mit den Abmessungen:
- Länge oben 24 ¾ Zoll; Länge unten 23 Zoll; Weite oben 14 Zoll; Weite unten 11 ½ Zoll

Dieser Alte-Haase-Ringel glich dem Mülheimer Berggang und wog:
- 1 Ringel = 0,137 Tonnen
- 1 Ringel (sonst in der Region) = 1 Scheffel (Berliner) = 65 Kilogramm
- 1 Mülheimer Berggang (Mülheimer Karren) = 137 Kilogramm (Stückkohle)
- 1 Mülheimer Berggang = 97,5 Kilogramm (Grus)
- 1 Ruhrgang = 14673 Kilogramm Stückkohle in den Kohlenniederlagen